# Hibercija
Hibercija (lat. Hibbertia), rod vazdazelenog grmlja i penjačica iz porodice dilenijevki (Dilleniaceae). Postoji preko 300 vrsta raširenih po Australaziji, Fidžiju, Novoj Kaledoniji, Australiji Tasmaniji, Solomonskim otocima.

## Vrste
1. Hibbertia abyssus Wege & K.R.Thiele
2. Hibbertia acaulothrix Toelken
3. Hibbertia acerosa (R.Br. ex DC.) Benth.
4. Hibbertia acicularis (Labill.) F.Muell.
5. Hibbertia acrotrichion J.R.Wheeler
6. Hibbertia acuminata B.J.Conn
7. Hibbertia alopecota Toelken
8. Hibbertia altigena Schltr.
9. Hibbertia amplexicaulis Steud.
10. Hibbertia ancistrophylla J.R.Wheeler
11. Hibbertia ancistrotricha J.R.Wheeler
12. Hibbertia andrewsiana Diels
13. Hibbertia androsaemcides Domin
14. Hibbertia angulata Toelken
15. Hibbertia appressa Toelken
16. Hibbertia araneolifera Toelken
17. Hibbertia arcuata J.R.Wheeler
18. Hibbertia argentea Steud.
19. Hibbertia argyrochiton Toelken
20. Hibbertia arnhemica S.T.Reynolds
21. Hibbertia aspera DC.
22. Hibbertia atrichosepala Wege & K.R.Thiele
23. Hibbertia aurea Steud.
24. Hibbertia auriculiflora Toelken
25. Hibbertia australis N.A.Wakef.
26. Hibbertia avonensis J.R.Wheeler
27. Hibbertia axillaris Toelken
28. Hibbertia axillibarba J.R.Wheeler
29. Hibbertia banksii Benth.
30. Hibbertia basaltica A.M.Buchanan & Schah.
31. Hibbertia baudouinii Brongn. & Gris
32. Hibbertia bicaprellata Toelken
33. Hibbertia bouletii Veillon
34. Hibbertia bracteata (R.Br. ex DC.) Benth.
35. Hibbertia brennanii Toelken
36. Hibbertia brevipedunculata Toelken
37. Hibbertia brownei Benth.
38. Hibbertia cactifolia Toelken
39. Hibbertia calycina (DC.) N.A.Wakef.
40. Hibbertia candicans Benth.
41. Hibbertia carinata J.R.Wheeler
42. Hibbertia caudice Toelken
43. Hibbertia charlesii J.R.Wheeler
44. Hibbertia chartacea J.R.Wheeler
45. Hibbertia ciliolata Toelken
46. Hibbertia cinerea (R.Br. ex DC.) Toelken
47. Hibbertia circinata K.L.McDougall & G.T.Wright
48. Hibbertia circularis Toelken
49. Hibbertia circumdans B.J.Conn
50. Hibbertia cistiflora (Sieber ex Spreng.) N.A.Wakef.
51. Hibbertia cistifolia R.Br. ex DC.
52. Hibbertia cistoidea (Hook.) C.T.White
53. Hibbertia cockertoniana K.R.Thiele
54. Hibbertia coloensis Toelken
55. Hibbertia commutata Steud.
56. Hibbertia comptonii Baker f.
57. Hibbertia concinna F.M.Bailey
58. Hibbertia conspicua Gilg
59. Hibbertia coriacea Baill.
60. Hibbertia covenyana B.J.Conn
61. Hibbertia crassifolia Benth.
62. Hibbertia cravenii J.W.Horn
63. Hibbertia crinita Toelken
64. Hibbertia crispula J.M.Black
65. Hibbertia cuneiformis Sm.
66. Hibbertia cunninghamii Aiton ex Hook.
67. Hibbertia cymosa S.T.Reynolds
68. Hibbertia dealbata (R.Br. ex DC.) Benth.
69. Hibbertia decumbens Toelken
70. Hibbertia demissa Toelken
71. Hibbertia dentata R.Br. ex DC.
72. Hibbertia depilipes K.R.Thiele
73. Hibbertia deplancheana Bureau ex Guillaumin
74. Hibbertia depressa Steud.
75. Hibbertia desmophylla F.Muell.
76. Hibbertia devitata Toelken
77. Hibbertia diamesogenos (Steud.) J.R.Wheeler
78. Hibbertia diffusa R.Br. ex DC.
79. Hibbertia dilatata (Benth.) J.W.Horn
80. Hibbertia dispar Toelken
81. Hibbertia drummondii (Turcz.) Gilg
82. Hibbertia eatoniae Diels
83. Hibbertia ebracteata Bureau ex Guillaumin
84. Hibbertia echiifolia R.Br. ex Benth.
85. Hibbertia eciliata Toelken
86. Hibbertia elata Maiden & Betche
87. Hibbertia emarginata Guillaumin
88. Hibbertia empetrifolia (DC.) Hoogland
89. Hibbertia ericifolia Hook.f.
90. Hibbertia exasperata Briq.
91. Hibbertia expansa Toelken
92. Hibbertia exponens Toelken
93. Hibbertia exposita Toelken
94. Hibbertia extrorsa Toelken
95. Hibbertia exutiacies N.A.Wakef.
96. Hibbertia fasciculata R.Br. ex DC.
97. Hibbertia fasciculiflora K.R.Thiele
98. Hibbertia favieri Veillon
99. Hibbertia ferruginea J.R.Wheeler
100. Hibbertia fitzgeraldensis J.R.Wheeler
101. Hibbertia florida Toelken
102. Hibbertia fractiflexa Toelken
103. Hibbertia fruticosa Toelken
104. Hibbertia fumana Sieber ex Toelken
105. Hibbertia furfuracea (R.Br. ex DC.) Benth.
106. Hibbertia gilgiana Diels
107. Hibbertia glaberrima F.Muell.
108. Hibbertia glabrisepala J.R.Wheeler
109. Hibbertia glabriuscula J.R.Wheeler
110. Hibbertia glebosa Toelken
111. Hibbertia glomerata Benth.
112. Hibbertia glomerosa (Benth.) F.Muell.
113. Hibbertia goyderi F.Muell.
114. Hibbertia gracilipes Benth.
115. Hibbertia graniticola J.R.Wheeler
116. Hibbertia grossulariifolia (Salisb.) Salisb.
117. Hibbertia guttata Toelken
118. Hibbertia hamulosa J.R.Wheeler
119. Hibbertia haplostemona J.W.Horn
120. Hibbertia helianthemoides F.Muell.
121. Hibbertia hemignosta (Steud.) J.R.Wheeler
122. Hibbertia hendersonii S.T.Reynolds
123. Hibbertia hermanniifolia DC.
124. Hibbertia heterotricha Bureau ex Guillaumin
125. Hibbertia hexandra C.T.White
126. Hibbertia hibbertioides (Steud.) J.R.Wheeler
127. Hibbertia hirsuta Benth.
128. Hibbertia hirta Toelken
129. Hibbertia hirticalyx Toelken
130. Hibbertia hooglandii J.R.Wheeler
131. Hibbertia horricomis Toelken
132. Hibbertia huegelii (Benth.) F.Muell.
133. Hibbertia humifusa F.Muell.
134. Hibbertia hypericoides Benth.
135. Hibbertia incana (Lindl.) Toelken
136. Hibbertia inclusa Benth.
137. Hibbertia incompta Toelken
138. Hibbertia inconspicua Ostenf.
139. Hibbertia incurvata Toelken
140. Hibbertia intermedia (DC.) Toelken
141. Hibbertia juncea (Benth.) J.W.Horn
142. Hibbertia kaputarensis B.J.Conn
143. Hibbertia kimberleyensis C.A.Gardner
144. Hibbertia lanceolata Bureau ex Guillaumin
145. Hibbertia lasiopus Benth.
146. Hibbertia laurana S.T.Reynolds
147. Hibbertia ledifolia Benth.
148. Hibbertia lepidocalyx J.R.Wheeler
149. Hibbertia lepidota R.Br. ex DC.
150. Hibbertia leptopus Benth.
151. Hibbertia leucocrossa K.R.Thiele
152. Hibbertia ligulata Toelken
153. Hibbertia linearis R.Br. ex DC.
154. Hibbertia lineata Steud.
155. Hibbertia lividula J.R.Wheeler
156. Hibbertia longifolia F.Muell.
157. Hibbertia lucens Brongn. & Gris ex Sebert & Pancher
158. Hibbertia malacophylla Toelken
159. Hibbertia malleolacea Toelken
160. Hibbertia margaretiae Veillon
161. Hibbertia marginata B.J.Conn
162. Hibbertia marrawalina Toelken
163. Hibbertia mediterranea Toelken
164. Hibbertia melhanioides F.Muell.
165. Hibbertia microphylla Steud.
166. Hibbertia miniata C.A.Gardner
167. Hibbertia mollis Toelken
168. Hibbertia monogyna R.Br. ex DC.
169. Hibbertia montana Steud.
170. Hibbertia monticola Stanley
171. Hibbertia moratii Veillon
172. Hibbertia mucronata Benth.
173. Hibbertia muelleri Benth.
174. Hibbertia mulligana S.T.Reynolds
175. Hibbertia mylnei Benth.
176. Hibbertia nana Däniker
177. Hibbertia nemorosa Toelken
178. Hibbertia nitida (R.Br. ex DC.) Benth.
179. Hibbertia notabilis Toelken
180. Hibbertia notibractea J.R.Wheeler
181. Hibbertia novoguineensis Gibbs
182. Hibbertia nutans Benth.
183. Hibbertia nymphaea Diels
184. Hibbertia oblongata R.Br. ex DC.
185. Hibbertia obtusibracteata Toelken
186. Hibbertia obtusifolia DC.
187. Hibbertia oligantha J.R.Wheeler
188. Hibbertia oligocarpa Toelken
189. Hibbertia oligodonta S.T.Reynolds
190. Hibbertia orbicularis Toelken
191. Hibbertia orientalis Toelken
192. Hibbertia ovata Steud.
193. Hibbertia oxycraspedota Toelken & R.T.Mill.
194. Hibbertia pachynemidium Toelken
195. Hibbertia pachyphylla J.R.Wheeler
196. Hibbertia paeninsularis J.M.Black
197. Hibbertia pallidiflora Toelken
198. Hibbertia pancerea Toelken
199. Hibbertia pancheri (Brongn. & Gris) Briq.
200. Hibbertia papillata J.R.Wheeler
201. Hibbertia patens Toelken
202. Hibbertia patula Guillaumin
203. Hibbertia pedunculata R.Br. ex DC.
204. Hibbertia perfoliata Hügel ex Endl.
205. Hibbertia persquamata Toelken
206. Hibbertia pholidota S.T.Reynolds
207. Hibbertia pilifera Toelken
208. Hibbertia pilosa Steud.
209. Hibbertia pilulis Toelken
210. Hibbertia planifolia Toelken
211. Hibbertia platyphylla Toelken
212. Hibbertia podocarpifolia Schltr.
213. Hibbertia polyancistra K.R.Thiele
214. Hibbertia polyclada Diels
215. Hibbertia polystachya Benth.
216. Hibbertia porcata Toelken
217. Hibbertia porongurupensis J.R.Wheeler & Hoogland
218. Hibbertia potentilliflora F.Muell. ex Benth.
219. Hibbertia praemorsa Toelken
220. Hibbertia praestans (Craven & Dunlop) J.W.Horn
221. Hibbertia priceana J.R.Wheeler
222. Hibbertia procumbens (Labill.) DC.
223. Hibbertia propinqua K.R.Thiele
224. Hibbertia prostrata Hook.
225. Hibbertia psilocarpa J.R.Wheeler
226. Hibbertia puberula Toelken
227. Hibbertia pulchella (Brongn. & Gris) Schltr.
228. Hibbertia pulchra Ostenf.
229. Hibbertia pungens Benth.
230. Hibbertia pustulata Toelken
231. Hibbertia quadricolor Domin
232. Hibbertia racemosa Gilg
233. Hibbertia reticulata Toelken
234. Hibbertia rhadinopoda F.Muell.
235. Hibbertia rhynchocalyx Toelken
236. Hibbertia riparia (R.Br. ex DC.) Hoogland
237. Hibbertia robur K.R.Thiele
238. Hibbertia rostellata Turcz.
239. Hibbertia rubescens Vieill. ex Guillaumin
240. Hibbertia rufa N.A.Wakef.
241. Hibbertia rufociliata Toelken
242. Hibbertia rupicola (S.Moore) C.A.Gardner
243. Hibbertia salicifolia F.Muell.
244. Hibbertia saligna R.Br. ex DC.
245. Hibbertia samaria Toelken
246. Hibbertia scabra R.Br. ex Benth.
247. Hibbertia scabrifolia Toelken
248. Hibbertia scandens (Willd.) Gilg
249. Hibbertia scopata Toelken
250. Hibbertia sejuncta K.R.Thiele & Nge
251. Hibbertia selkii Keighery
252. Hibbertia sericea Benth.
253. Hibbertia sericosepala K.R.Thiele
254. Hibbertia serpyllifolia R.Br. ex DC.
255. Hibbertia serrata Hotchk.
256. Hibbertia sessiliflora Toelken
257. Hibbertia setifera Toelken
258. Hibbertia silvestris Diels
259. Hibbertia simulans Toelken
260. Hibbertia singularis Toelken
261. Hibbertia solanifolia Toelken
262. Hibbertia spanantha Toelken & A.F.Rob.
263. Hibbertia spathulata N.A.Wakef.
264. Hibbertia sphenandra (F.Muell. & Tate) J.W.Horn
265. Hibbertia spicata F.Muell.
266. Hibbertia stellaris Endl.
267. Hibbertia stelligera (C.T.White) Toelken
268. Hibbertia stenophylla J.R.Wheeler
269. Hibbertia stichodonta Toelken
270. Hibbertia stirlingii C.T.White
271. Hibbertia striata (Steud.) K.R.Thiele
272. Hibbertia stricta (DC.) F.Muell.
273. Hibbertia strigosa Toelken
274. Hibbertia subvaginata (Steud.) F.Muell.
275. Hibbertia suffrutescens Toelken
276. Hibbertia sulcata Toelken
277. Hibbertia sulcinervis Toelken
278. Hibbertia superans Toelken
279. Hibbertia surcularis Toelken
280. Hibbertia synandra F.Muell.
281. Hibbertia tenuifolia Toelken
282. Hibbertia tenuis Toelken & R.J.Bates
283. Hibbertia tetrandra Gilg
284. Hibbertia tomentosa R.Br. ex DC.
285. Hibbertia tontoutensis Guillaumin
286. Hibbertia torulosa Toelken
287. Hibbertia trachyphylla Schltr.
288. Hibbertia trichocalyx J.R.Wheeler
289. Hibbertia tricornis Toelken
290. Hibbertia tridentata Toelken
291. Hibbertia truncata Toelken
292. Hibbertia turleyana J.R.Wheeler
293. Hibbertia ulicifolia (Benth.) J.R.Wheeler
294. Hibbertia uncinata F.Muell.
295. Hibbertia vaginata F.Muell.
296. Hibbertia velutina R.Br. ex Benth.
297. Hibbertia verrucosa Benth.
298. Hibbertia vestita A.Cunn. ex Benth.
299. Hibbertia vieillardii (Brongn. & Gris) Gilg
300. Hibbertia villifera Tepper ex Toelken
301. Hibbertia villosa B.J.Conn
302. Hibbertia virgata R.Br. ex DC.
303. Hibbertia wagapii Gilg
304. Hibbertia woronorana Toelken

## Vanjske poveznice
|  | Zajednički poslužitelj ima još gradiva o temi Hibbertia |
|  | Wikivrste imaju podatke o taksonu Hibbertia             |